# Кокосова стружка

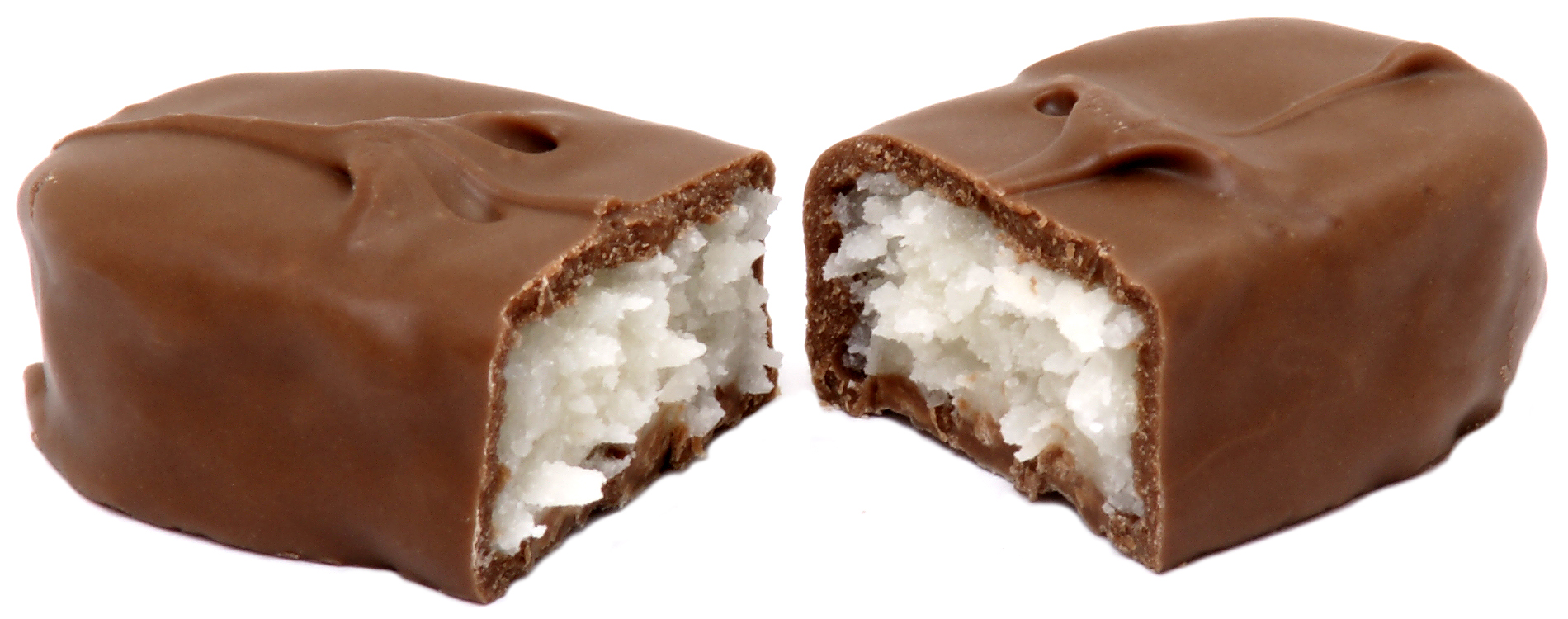
Шоколадний батончик «Баунті» з начинкою з кокосової стружки

Коко́сова стру́жка — подрібнена м'якоть стиглого кокосу — плоду кокосової пальми, широко використовується у кулінарії та в кондитерській промисловості.

## Харчова цінність та корисні властивості
Кокосова стружка багата жирами і калоріями: на 100 г кокосової стружки 65 % припадає на жири та по 13-14 % — на білки і вуглеводи.
М'якоть кокоса містить вітаміни В, С і Е, мінерали — кальцій, натрій, калій, фосфор, залізо.
Кокос покращує травлення, підтримує роботу імунної системи, знижує ризик серцевих і ракових захворювань, має антиоксидантні властивості.

## Види кокосової стружки
Кокосова м'якоть піддається різним формам нарізки і доступна у вигляді пластинок, шматочків середньої нарізки, пластівців, кокосової стружки, чипсів або у вигляді кокосового борошна. Також кокосова стружка може бути підсолодженою, смаженою та смаженою підсолодженою.
Відповідно до розміру частинок кокосова стружка поділяється за видами:
- Fine — дрібна гранульована;
- Medium — середнього розміру гранульована;
- Flakes — дрібні пластівці;
- Fancy Shred — середні пластівці;
- Chips — чипси.

## Використання

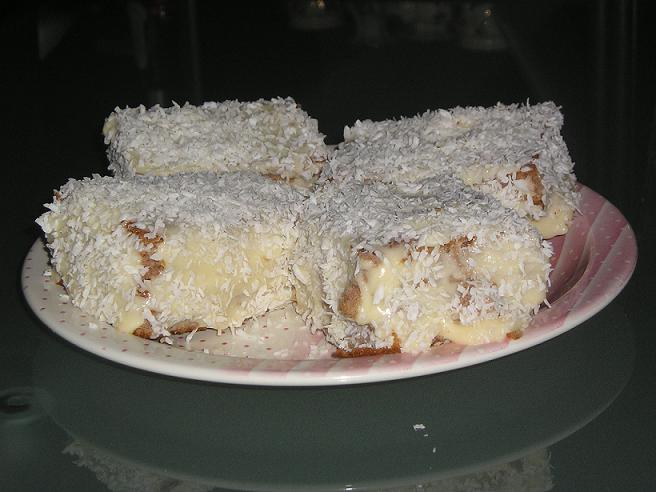
Тістечка декоровані кокосовою стружкою

Кокосову стружку широко використовують в кондитерських виробах, в начинках і для покриття шоколадних виробів, на глазурі морозива та цукерок, в тістечках та печиві, обсипання тортів, в крекерах, десертах, кокосових булочках, і в мюслі з шматочками кокосу.